# Arul Badak
Arul Badak is een bestuurslaag in het regentschap Aceh Tengah van de provincie Atjeh, Indonesië. Arul Badak telt 603 inwoners (volkstelling 2010).